# Eratoneura carmini
Eratoneura carmini är en insektsart som först beskrevs av Beamer 1929.  Eratoneura carmini ingår i släktet Eratoneura och familjen dvärgstritar. Inga underarter finns listade i Catalogue of Life.